# Бэнвилл, Джон
Уильям Джон Бэнвилл (англ. William John Banville, род. 8 декабря 1945 года в Уэксфорде, Ирландия) — ирландский писатель. Лауреат Букеровской премии (2005), премии принцессы Астурийской (2014).

## Биография
.Джон Бэнвилл родился 8 декабря 1945 года в Уэксфорде на юго-востоке Ирландии. Окончил школу и колледж в своём родном городе. После учёбы Бэнвилл пошёл работать служащим в ирландскую национальную авиакомпанию Aer Lingus, что позволяло ему путешествовать по миру со значительными скидками. В конце 1960-х он жил в США, а по возвращении на родину устроился на должность помощника редактора в газету The Irish Press, в которой проработал вплоть до её закрытия в 1995 году.
Первая книга Джона Бэнвилла — сборник рассказов Long Lankin — увидела свет в 1970 году. В дальнейшем из-под пера писателя выходили за редким исключением одни романы. Пятнадцатый роман Бэнвилла «Море» удостоился Букеровской премии в 2005 году.

## Произведения
- 1970 — Long Lankin
- 1971 — Ночное отродье / Nightspawn
- 1973 — Берёзовая роща / Birchwood
- 1976 — Доктор Коперникус[англ.] — мемориальная премия Джеймса Тейта Блэка
- 1981 — Кеплер / Kepler, a Novel, рус. перевод 2008
- 1982 — Письмо Ньютона: Интерлюдия / The Newton Letter: An Interlude , рус. перевод 1990
- 1986 — Мефисто / Mefisto
- 1989 — Улики / The Book of Evidence, рус. перевод 1995
- 1993 — Призраки / Ghosts
- 1995 — Афина / Athena: A Novel , рус. перевод 2001
- 1997 — Неприкасаемый / The Untouchable, рус. перевод 2003
- 2000 — Затмение / Eclipse, рус. перевод 2004
- 2002 — Пелена / Shroud
- 2003 — Прага. Магические зарисовки / Prague Pictures: Portrait Of A City, рус. перевод 2005
- 2005 — Море / The Sea, рус. перевод 2006
- 2009 — The Infinities
- 2012 — Ancient Light
- 2014 — Черноглазая блондинка / The Black-Eyed Blonde, — под псевдонимом Бенджамин Блэк. Экранизация  — «Марлоу» (2022).
- 2015 — The Blue Guitar
- 2017 — Mrs Osmond
- 2020 — Снег / Snow, рус. перевод 2025
- 2020 — The Secret Guests (под псевдонимом Бенджамин Блэк)
- 2021 — April in Spain
- 2022 — The Singularities
- 2023 — The Lock-up
- 2024 — The Drowned